# Ekonomisk frihet

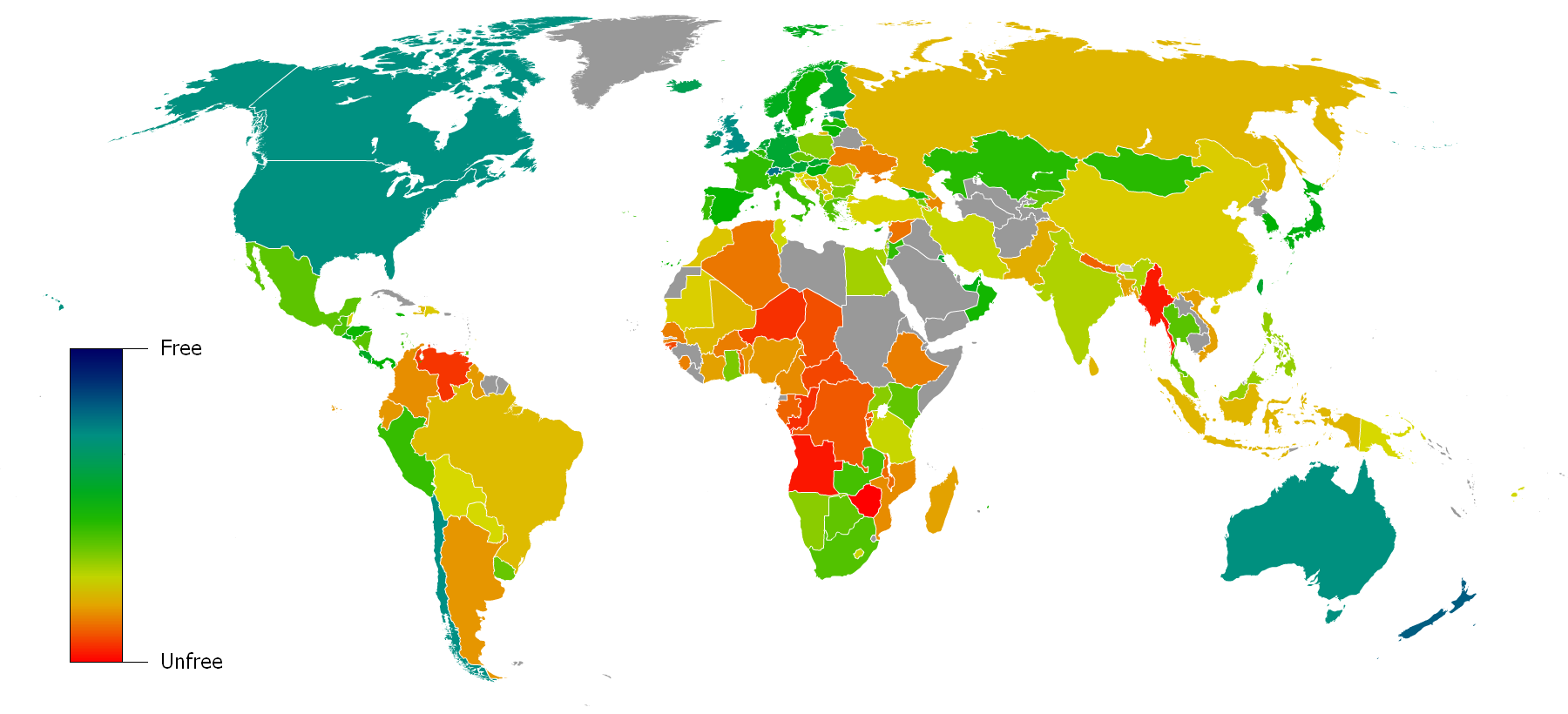
Graden av ekonomisk frihet i världens länder 2006 enligt Economic Freedom of the World. Blå länder är ekonomiskt fria medan röda länder är ofria.

Ekonomisk frihet är ett begrepp som används i ekonomisk forskning och i politiska debatter. Det betecknar möjligheten för företag och invånare att bedriva ekonomisk verksamhet med så lite statliga ingrepp som möjligt. Den ekonomiska friheten anses vara stor om skatterna är låga, om äganderätten upprätthålls, om regleringar och förbud är få och om handeln är fri. 
Ekonomisk frihet handlar inte om rätten till en viss levnadsstandard eller liknande och är alltså en negativ frihet, inte en positiv.

## Egalitär syn på ekonomisk frihet
Egalitärt inriktade debattörer, som vänsterliberaler, socialdemokrater och socialister tolkar begreppet ekonomisk frihet annorlunda. Deras utgångspunkt är de konkreta möjligheterna till handlade för en enskild individ, istället för att enbart se till mängden formella regleringar. De menar att man även måste ta hänsyn till ojämlikhet, ekonomisk fördelning och till mängden livsval som begränsas av fattigdom. I enlighet med en positiv frihetsdefinition menar de därför att den som är fattig inte är fri. Marxister skulle säga att ekonomisk frihet innebär en legal rätt för företagare att extrahera mervärde, med marxistens vokabulär "suga ut", från arbetarna och därigenom exploatera dem.

## Index över ekonomisk frihet
Det finns tre forskningsprojekt som poängsätter graden av ekonomisk frihet (enligt den liberala definitionen) i världens länder.
- Doing Business av Världsbanken, hemsida
- Index of Economic Freedom av Heritage Foundation och Wall Street Journal, hemsida
- Economic Freedom of the World av Fraser Institute tillsammans med bland andra Cato Institute och Timbro, hemsida

## Böcker om "ekonomisk frihet"
- Marknadsmyterna: En kritisk betraktelse av nyliberala påståenden, Daniel Ankarloo, ETC förlag  2008